# Informal Jazz
| Recensione | Giudizio |
| ---------- | -------- |
| AllMusic   |          |

Informal Jazz è un album discografico a nome della Elmo Hope Sextet, pubblicato dalla casa discografica Prestige Records nell'ottobre del 1956.
L'album in seguito fu ripubblicato varie volte con titoli e a nomi differenti, ad esempio nel 1958, la Prestige Records a nome Hank Mobley / John Coltrane, Two Tenors, nel 1969 sempre la Prestige Records (PRST 7670) con il titolo di 2 Tenors a nome John Coltrane with Hank Mobley

## Tracce

### LP
Lato A
1. Weeja – 11:07 (musica: Elmo Hope)
2. Polka Dots and Moonbeams – 8:37 (testo: Johnny Burke – musica: Jimmy Van Heusen)

Lato B
1. On It – 9:00 (musica: Elmo Hope)
2. Avalon – 9:38 (Al Jolson, Buddy DeSylva, Vincent Rose)

## Formazione
Elmo Hope Sextet
- Elmo Hope – piano
- Donald Byrd – tromba
- John Coltrane – sassofono tenore
- Hank Mobley – sassofono tenore
- Paul Chambers – contrabbasso
- Philly Joe Jones – batteria

Note aggiuntive
- Bob Weinstock – supervisore e produttore, fotografia copertina album originale
- Registrazioni effettuate il 7 maggio 1956 al Van Gelder Studio di Hackensack, New Jersey (Stati Uniti)
- Rudy Van Gelder – ingegnere delle registrazioni
- Tom Hannan – design copertina album originale
- Ira Gitler – note retrocopertina album originale[4]